# Postępowa Partia Ludowa
Postępowa Partia Ludowa (Fortschrittliche Volkspartei) – niemieckie liberalne ugrupowanie 
polityczne, działające w końcowym okresie istnienia Cesarstwa Niemieckiego.

## Charakterystyka
Utworzono ją 6 marca 1910 roku łącząc Wolnomyślną Partię Ludową (Freisinnige Volkspartei), Unię Demokratyczną, Niemiecką Partię Ludową oraz Związek Wolnomyślny. Celem fuzji było zjednoczenie frakcji parlamentarnych w liczącą się siłę polityczną. Podczas I wojny światowej FVP była najsilniejszym ugrupowaniem w Reichstagu. Razem z socjalistami i Partią Centrum uzyskali większość parlamentarną, która w roku 1917 przegłosowała rezolucję pokojową.
Partia została rozwiązana w roku 1918 – po upadku Cesarstwa Niemieckiego. Większość jej byłych członków wstąpiła do Niemieckiej Partii Demokratycznej (DDP). W ten sposób połączyli się oni z lewicowym odłamem byłej Partii Narodowo-Liberalnej (Nationalliberale Partei).
Do najważniejszych działaczy Postępowej Partii Ludowej zaliczali się:
- Friedrich Naumann
- Friedrich von Payer
- Ludwig Quidde
- Theodor Heuss
- Otto Fischbeck
- Franz von Liszt